# Поморье (поезд)
«Поморье» — скорый фирменный пассажирский поезд (№ 129/130) Российских железных дорог, курсирующий ежедневно. По нечётным числам он следует в Архангельск — Москва  — Архангельск, по чётным в Северодвинск — Москва  — Северодвинск.

## История
Поезд «Поморье» признали фирменным в 2003 году.
Поезд «Поморье» потерял статус фирменного 9 июля 2024 года. Статус фирменного поезда перенесли на другой состав под номером 129/130, которому присвоили простое название "Фирменный".
Источник: https://www.rzd.ru/ru/9319/page/51772?id=303
С 15 декабря 2024 года поезд 328/327 будет следовать прицепной группой в составе поезда 126/125 Москва-Череповец. По нечётным числам прицепная группа следует до станции Северодвинск, по четным числам до станции Архангельск-Город.

## Подвижной состав
Полностью обновлены плацкартные, купейные и спальные вагоны, а также вагон-ресторан. Кроме серьёзных изменений (замена диванов, установка биотуалетов, информационных табло, системы отопления и кондиционирования) был произведён и косметический ремонт вроде полировки дверных ручек, вывешивания нового расписания, украшенного гербами городов и т. д. В дизайне поезда обыграно слово «Поморье»: внутри всё — покрывала, занавески — выдержано в морской гамме (бирюзовом, синем и белом цветах). Снаружи вагоны поезда тоже окрашены в цвет морской волны. Также недавно появились совершенно новые вагоны, выкрашенные в цвета ОАО «РЖД».

## Время в пути
Время в пути следования по маршруту Москва – Архангельск составляет 22 часа 31 минуту, а из Архангельска в столицу – 22 часа 58 минут.